# Ária egy atlétáért
Az Ária egy atlétáért 1979-ben bemutatott lengyel filmdráma, Filip Bajon első játékfilmje.

## Cselekmény
A XX. század elején játszódó történet egy valóban létezett paraszt származású díjbirkózó (mellesleg operarajongó) karrierjéről szól. A kulcsjelenetben a főhős egy operaház színpadán mérkőzik meg ellenfelével a világbajnoki címért. A nézőtéren valaki odasúgja a mellette ülőnek: „az opera halott”, mire egy emeleti páholyban föláll a világhírű tenorista, vetélytársa, és énekelni kezd. A birkózó ámultan élvezi az áriát, ahelyett, hogy két vállra fektetné ellenfelét.